# 霍頓斯 (喬治亞州)
霍頓斯（英語：Hortense）是位於美國喬治亞州布蘭特利縣的一個非建制地區。該地的面積和人口皆未知。

## 地理
霍頓斯的座標為31°20′12″N 82°57′22″W / 31.33667°N 82.95611°W，而該地的平均海拔高度為16米（即52英尺）。